# Condylostylus parvicauda
Condylostylus parvicauda är en tvåvingeart som först beskrevs av Van Duzee 1927.  Condylostylus parvicauda ingår i släktet Condylostylus och familjen styltflugor.
Artens utbredningsområde är Ontario. Inga underarter finns listade i Catalogue of Life.